# Stortjärnen (Brattfors socken, Värmland)
Stortjärnen är en sjö i Filipstads kommun i Värmland och ingår i Göta älvs huvudavrinningsområde. Stortjärnen ligger i Brattforsheden Natura 2000-område.